# Charaxes reducta
Charaxes reducta är en fjärilsart som beskrevs av Van Someren 1971. Charaxes reducta ingår i släktet Charaxes och familjen praktfjärilar. Inga underarter finns listade i Catalogue of Life.